# Grzyby właściwe
Grzyby właściwe (Eumycota) – grzyby, które w aktualnej klasyfikacji taksonomicznej według Index Fungorum zaliczane są do królestwa grzybów (Fungi). Cechami grzybów właściwych są m.in. obecność chityny w ścianach komórkowych oraz specyficzna mitoza z podziałem chromosomów w obrębie otoczki jądrowej. Oprócz nich ze względów praktycznych, zwłaszcza w fitopatologii, za grzyby często uważane są organizmy grzybopodobne. Są to gatunki dawniej zaliczane do grzybów, a obecnie należące do odrębnego królestwa Chromista (np. lęgniowce) lub królestwa Protozoa.
Według klasyfikacji Index Fungorum, bazującej na Dictionary of the Fungi (w internecie dostępna jest ich systematyka CABI databases) do grzybów właściwych należą taksony:
- typ Ascomycota – workowce
- typ Blastocladiomycota (pączkorostowe)
- typ Basidiomycota – podstawczaki
- typ Chytridiomycota – skoczkowce
- typ Entomophthoromycota
- typ Glomeromycota – grzyby kłębiakowe
- typ Mucoromycota Doweld 2001
- typ Zoopagomycota Gryganskyi, M.E. Sm., Spatafora & Stajich 2016
- typ Zygomycota – sprzężniaki
- rodzaje incertae sedis – liczne rodzaje o nieokreślonej do tej pory pozycji taksonomicznej